# People v. Hall
Le procès du peuple de l'État de Californie contre George W. Hall ou People v. Hall est une affaire d'assassinat en appel dans les années 1850 à l'issue duquel la Cour suprême de Californie a établi que les Sino-Américains et les immigrants chinois n'avaient aucun droit de témoigner contre les citoyens blancs. L'avis a été rendu en 1854 par le juge en chef Hugh Murray (en) avec l'assentiment du juge J. Heydenfeldt.
La décision a pour effet de libérer Hall, un homme blanc reconnu coupable et condamné à mort pour l'assassinat de Ling Sing, mineur chinois dans le comté de Nevada. Trois témoins chinois avaient témoigné de l'assassinat.
La décision est une extension étrange de l'exclusion existant (1850) dans la procédure pénale en Californie selon laquelle « Nul noir ou mulâtre, ou indien, n'est autorisé à témoigner en faveur de, ou contre un homme blanc ». Il a été jugé qu'« Indien » désignait toute personne de race asiatique ou que « Noir » s'appliquait à toute personne non blanche.
La décision a effectivement pour conséquence de rendre la violence des Blancs contre les Sino-Américains non susceptibles de poursuites judiciaires, conduisant sans aucun doute à des émeutes raciales Blancs contre Chinois plus intenses, telle que l'émeute de San Francisco de 1877 (en).

## Source de la traduction
- (en) Cet article est partiellement ou en totalité issu de l’article de Wikipédia en anglais intitulé « People v. Hall » (voir la liste des auteurs).